# Couvent Santa Maria di Materdei
Le couvent Santa Maria di Materdei est un ancien couvent de servites de Naples, comprenant une église conventuelle, aujourd'hui paroissiale. Il est situé sur la petite place qui porte son nom, dans le quartier Materdei.

## Histoire

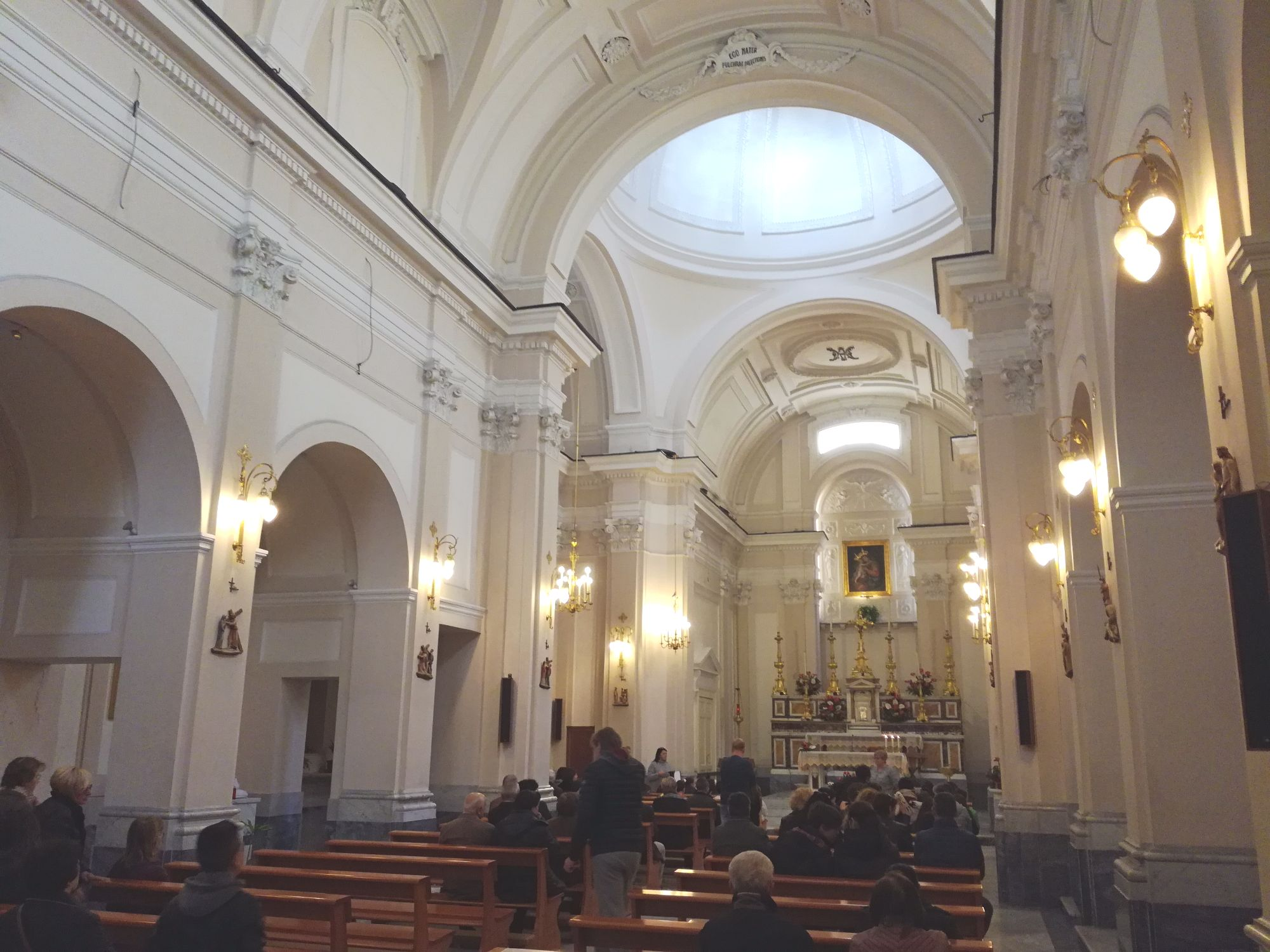
Intérieur de l'église.

Le couvent est fondé par le Père Agostino de Juliis de l'ordre des Servites, en 1585. Il est remanié au cours des siècles; un remaniement important ayant lieu en 1728 par Nicola Tagliacozzi Canale qui en fait un édifice baroque. De ce décor, il ne reste plus que deux petits portails. 
Au début du XIXe siècle, les servites, comme tant d'autres congrégations à l'époque, sont expulsés et le couvent transformé en caserne. L'église n'est rouverte au culte qu'en 1852, assumant l'aspect qu'elle a aujourd'hui. L'ancien couvent devenu caserne est transformé en maison de retraite pour veuves militaires, tenue par les Filles de la Charité. C'est aujourd'hui un établissement scolaire.
Les tableaux et les œuvres d'art d'origine ont été perdus, lorsque l'église a été déconsacrée et abandonnée. Ce n'est qu'à partir de 1848 que les travaux de restauration ont commencé grâce au bon vouloir de la Maison de Bourbon-Siciles. Elle est devenue église paroissiale en 1852 et le cardinal Riario Sforza lui a donné le vocable de S. Maria dell'Amore (Sainte-Marie-de-l'Amour). Son premier curé, le chanoine Raffaele Serena, commanda alors un tableau de L'Annonciation au peintre Maldarelli.
L'église possède une nef unique à voûtes en berceau, éclairées par une lunette, avec des chapelles latérales. Le décor intérieur est de style néo-classique, comme la façade. Le transept est surmonté d'une coupole.

## Source de la traduction
- (it) Cet article est partiellement ou en totalité issu de l’article de Wikipédia en italien intitulé « Complesso di Santa Maria di Materdei » (voir la liste des auteurs).